# 神策軍護軍中尉
神策軍護軍中尉，為唐朝禁軍最高將領，分左、右二人。

## 地位
唐德宗時，以北军不可恃，置神策军为天子禁军，以宦官充护军中尉领之。
《新唐书》宦官传·窦文场霍仙鸣传：“德宗还京，颇忌宿将，凡握兵多者，悉罢之……贞元十二年六月，特立护军中尉两员、中护军两员，以帅禁军，乃以文场为左神策护军中尉，仙鸣为右神策护军中尉。”

## 历任护军中尉
前身
- 观军容宣慰处置使知神策军兵马事：鱼朝恩（宦官，763年－770年）
- 神策都知兵马使：刘希暹（武人，770年－771年）
- 神策都知兵马使：王驾鹤（武人，771年－779年）
- 神策都知兵马使：白志貞（武人，779年－783年）
- 监勾当左厢神策军：竇文場（宦官，784年－796年）
- 监勾当右厢神策军：王希迁（宦官，784年－793年）
- 监勾当右厢神策军：霍仙鸣（宦官，793年－796年）

左神策军
- 竇文場（796年－801年）
- 楊志廉（801年－805年）
- 吐突承璀（805年－810年）
- 程文幹（810年－811年）
- 彭献忠（811年－817年）
- 吐突承璀（817年－820年）
- 马进潭（820年－821年）
- 马存亮（821年－825年）
- 魏弘简（825年－826年）
- 刘弘规（826年）
- 魏弘简（826年－827年）
- 韦元素（827年－835年）
- 仇士良（835年－843年）
- 杨钦义（843年－844年）
- 马元贽（844年－849年）
- 杨钦义（849年－851年）
- 宋叔康（851年－852年）
- 王宗实（856年－862年）
- 杨玄价（862年－867年）
- 刘行深（870年－877年）
- 田令孜（877年－886年）
- 杨复恭（886年－891年）
- 刘景宣（891年－895年）
- 刘季述（895年－901年）

- 韩全诲（901年－903年）
- 第五可范（903年）

右神策军
- 霍仙鸣（796年－798年）
- 第五守亮（798年－803年）
- 孙荣义（803年－805年）
- 薛盈珍（806年－807年）
- 第五国珍（807年－810年）
- 第五从直（810年－817年）
- 第五守进（817年）
- 梁守谦（818年－827年）
- 王守澄（827年－835年）
- 鱼弘志（835年－842年）
- 刘行深（846年－852年）
- 王元宥（852年－854年）

- 吐突士晔（857年）
- 王茂玄（859年）
- 西门季玄（863年－867年）
- 薛某（867年－870年）
- 杨玄实（870年－872年）
- 韩文约（872年－875年）
- 田令孜（875年－877年）
- 王彦甫（877年－880年）
- 西门匡范（880年－882年）
- 西门思恭（883年－884年）
- 西门重遂（891年－893年）
- 骆全瓘（893年－895年）
- 严遵美（895年－899年）
- 王仲先（899年－900年）
- 张彦弘（901年－903年）
- 仇承坦（903年）